# The Moffatts
Moffatts var en popgrupp från Tumbler Ridge, British Columbia, Kanada åren 1990-2001, bestående av bröderna Scott, Clint, Bob och Dave Moffatt. De slog igenom 1998 med singlarna I'll Be There For You och Miss You Like Crazy. Har ofta jämförts med popgruppen Hanson. Dave Moffatt kom ut som homosexuell 2005 i samband med att han medverkade i kanadensiska versionen av Idol.